# Steinrausch (Olmscheid)
Steinrausch ist ein Weiler der Ortsgemeinden Olmscheid und Kickeshausen im Eifelkreis Bitburg-Prüm in Rheinland-Pfalz.

## Geographische Lage
Steinrausch liegt auf den Gemarkungen der beiden Ortsgemeinden Olmscheid und Kickeshausen. Die Bebauung entlang der Landesstraße 13 zählt zu Kickeshausen und ist rund 1,4 km vom Hauptort entfernt. Die Bebauung entlang des westlich der L13 verlaufenden Wirtschaftsweges zählt zu Olmscheid und ist rund 1,3 km vom Hauptort entfernt. Steinrausch liegt nordöstlich von Olmscheid und nordwestlich von Kickeshausen auf einer Hochebene. Der Weiler ist von umfangreichen landwirtschaftlichen Nutzflächen sowie einem Waldgebiet im Westen umgeben.
Direkt nordöstlich von Steinrausch befindet sich der Straßenzug „Auf dem Steinrausch“. Hierbei handelt es sich allerdings um ein Wochenendhausgebiet der Ortsgemeinde Irrhausen. Dieses steht nicht in Verbindung zum gleichnamigen Weiler Steinrausch.

## Geschichte
Zur genauen Entstehungsgeschichte des Weilers liegen keine Angaben vor.
Der Name Steinrausch geht auf die landwirtschaftliche Nutzung sowie auf den steinigen Untergrund zurück. Der Weiler liegt zudem dicht an einer Erhebung des Geländes, die vor allem aus Gestein besteht.

## Kultur und Sehenswürdigkeiten

### Bunkeranlagen
Nordöstlich von Steinrausch befinden sich vier Bunkeranlagen des ehemaligen Westwalls. Es handelt sich um Bunker ohne Kampfraum. Diese befinden sich allerdings schon auf der angrenzenden Gemarkung von Irrhausen.

### Naherholung
Dicht nahe Steinrausch verläuft der Wanderweg 13 des Naturpark Südeifel. Hierbei handelt es sich um einen Rundwanderweg mit einer Länge von rund 8,9 km. Highlights am Weg sind das Tal des Irsen, das Naturschutzgebiet Ginsterheiden sowie das sogenannte Tal der Schmetterlinge.
Ferner führt auch der Wanderweg 15 des Naturpark Südeifel in die Nähe von Steinrausch. Hierbei handelt es sich um einen rund 16,1 km langen Rundwanderweg von Kickeshausen nach Arzfeld und über Irrhausen wieder zurück. Highlights an diesem Wanderweg sind der Stausee Arzfeld sowie das Tal der Schmetterlinge.
Siehe auch: Liste der Naturschutzgebiete im Eifelkreis Bitburg-Prüm

## Wirtschaft und Infrastruktur

### Unternehmen
Im Weiler wird ein Bastelgeschäft für Neuheiten betrieben.

### Verkehr
Es existiert eine regelmäßige Busverbindung aus Richtung Olmscheid.
Steinrausch ist zum Teil durch die Landesstraße 13 aus Richtung Jucken bis zur Einmündung in die Bundesstraße 410 bei Arzfeld sowie zum Teil durch einen Wirtschaftsweg erschlossen.